# Pinocchio (Disney)
Pour les articles homonymes, voir Pinocchio (homonymie).
Pinocchio  est le personnage titre du long métrage d'animation Pinocchio (1940) adapté du conte éponyme de Carlo Collodi paru en 1881. La version créée par les studios Disney diffère des autres adaptations du conte, ce qui est l'objet de cette page.
Il vit dans l'atelier de Geppetto avec le chat Figaro et le poisson Cléo.

## Description
Pour son personnage principal, Collodi a choisi une marionnette, héritière de la tradition italienne et de la Commedia dell'arte. Les premières esquisses de Pinocchio réalisées par Albert Hurter avaient pour base les illustrations de Carlo Chiostri et Attilio Mussimo pour l'Arlequin de la commedia dell'arte, dont on peut avoir un aperçu avec l'Esprit de la bougie de la Silly Symphony Moth and the Flame (1938).
Une partie de l'animation avait débuté sur cette version clownesque de Pinocchio. Mais au bout de quelques mois Walt Disney n'était pas satisfait de cette version trop en bois de Pinocchio, il demanda alors une nouvelle version plus humaine du personnage. Le choix porta sur une version plus enfantine de la marionnette, épaulée par un criquet, obligeant les équipes de production à repartir à zéro.
Cette métamorphose est résumée par Russel Merrit ainsi : « En élargissant et adoucissant les mèches de Pinocchio, en élargissant et gonflant les joues, le clown-lutin s'est transformé en un enfant timide et aux yeux grands ouverts ». Pinocchio se voit aussi affublé d'un épi dans les cheveux, signe pour Allan d'américanisme rappelant les « héros ruraux comme Tom Sawyer, Will Rogers ou Elvis Presley ». Le personnage possède aussi des traits liés aux cartoons comme les trois doigts, les grands yeux, la large bouche et les fossettes rappelant Mickey Mouse. Pour Jack David Zipes, même la voix et les manières de Pinocchio sont clairement plus américaines qu'européennes. Ces caractéristiques ont permis avant tout aux artistes de Disney de résoudre certaines difficultés liées à l'impassibilité du bois dont est fait le personnage original et, au besoin, de lui donner vie.
Malgré ces éléments, l'aspect principal de Pinocchio reste plus proche -  tout comme le décor - de l'univers du Tyrol autrichien que des créations italiennes, avec une mâchoire inférieure mobile et surtout son costume tyrolien,. Walt Disney a choisi Dickie Jones, alors âgé de 12 ans, pour prêter sa « voix de gentil garçon » au personnage.
À la fin du film, la marionnette devient un petit garçon, les principaux changements consistant en la disparition de son nez en bois, source de sympathie du public pour le personnage, ainsi que de l'épaisseur du cou et des articulations.

## Interprètes
- Voix originales : Dickie Jones
- Voix françaises :
  - 1er doublage (1946) : Renée Dandry
  - 2e doublage (1975) : Mark Lesser
- Benjamin Evan Ainsworth (VF : Simon Faliu) dans Pinocchio (2022) de Robert Zemeckis